# Vicente María Vera de Aragón y Enríquez
Vicente María Vera de Aragón y Enríquez de Navarra (Mérida (España), 2 de julio de 1731 - Madrid, 5 de abril de 1813) fue un académico y militar español, conde y después duque de La Roca y marqués de Peñafuerte.

## Biografía
Era hijo del mariscal de campo Vicente Javier Félix de Vera de Aragón y Ladrón de Guevara, conde de La Roca, y de María Josefa Enríquez de Navarra y Dávalos, marquesa de Peñafuerte. En 1739 ingresó en el Regimiento de Dragones de Extremadura. En 1747 se casó con la condesa de Requena y en 1750 fue nombrado capitán del Regimiento de Milicias de Badajoz. En 1767 fue nombrado jefe del Regimiento Fijo de Infantería de Badajoz. Carlos III  le concedió la Orden del Toisón de Oro el 4 de abril de 1794 y poco antes lo hizo duque de la Roca y Grande de España . En 1763 fue admitido como académico en la Real Academia Española de la Lengua .
Desde 1791 a 1793 fue capitán general suplente de Extremadura y desde 1793 capitán general de Valencia . Su mandato coincidió con la Guerra Grande y expulsó de Valencia a los residentes franceses, lo que le enfrentó al arzobispo. El 26 de febrero de 1795 fue nombrado miembro del Consejo de Estado . De 1795 a 1798 fue presidente de la Real Academia de la Historia . También fue académico de mérito de la Real Academia de Bellas Artes de San Fernando, de la Academia de San Carlos de Valencia y de la Academia de Buenas Letras de Sevilla . 
En 1802 fue nombrado mayordomo mayor futuro Fernando VII, y en 1808 fue ascendido a capitán general de los Reales Ejércitos. Murió en Madrid durante la guerra del francés, en la que no participó a causa de su avanzada edad.